# Armascirus virginiensis
Armascirus virginiensis är en spindeldjursart som beskrevs av Robert Lee Smiley 1992. Armascirus virginiensis ingår i släktet Armascirus och familjen Cunaxidae. Inga underarter finns listade i Catalogue of Life.